# Boesenbergia parvula
Boesenbergia parvula är en enhjärtbladig växtart som först beskrevs av Nathaniel Wallich och John Gilbert Baker, och fick sitt nu gällande namn av Carl Ernst Otto Kuntze. Boesenbergia parvula ingår i släktet Boesenbergia och familjen Zingiberaceae. Inga underarter finns listade i Catalogue of Life.